# 후쿠미쓰 다카키
후쿠미쓰 다카키(일본어: 福満 隆貴, 1992년 2월 22일 ~ )는 일본의 축구 선수이다.

## 구단 경력
그는 2015년부터 2023년까지 J리그의 레노파 야마구치 FC, 세레소 오사카, 미토 홀리호크, 아비스파 후쿠오카, 제프 유나이티드 지바에서 활동하였다.